# Zaporoški kozaki
Zaporoški kozaki, Zaporoška kozaška vojska ali Kozaška vojska (kozaško Військо Запорозьке, Vijsʹko Zaporozʹke, ukrajinsko Військо Запорізьке, Vijsʹko Zaporizʹke, rusko Войско Запорожское, Vojsko Zaporozhskoje) ali krajše Zaporožci (ukrajinsko  Запорожці, Zaporožci, rusko Запорожцы, Zaporožci, poljsko Kozacy) so bili kozaki, ki so živeli »onkraj Dneprovih brzic« (južno od današnjega Dnipra). Njihovo ozemlje je bilo znano tudi pod zgodovinskim imenom Divje polje in je zdaj del Ukrajine. Večino njihovega ozemlja je pozneje poplavilo Kahovsko zajezitveno jezero. 
Zaporoško Seč so zgradili v 15. stoletju. Seč je hitro rasla zaradi priseljevanja tlačanov, ki so zbežali iz tistih delov Ukrajine, ki so bili pod nadzorom poljsko-litovske Republike obeh narodov. Zaporoška Seč je postala močna in spoštovana politična entiteta s parlamentarnim načinom vladanja. V 16., 17. in večjem delu 18. stoletja so bili kozaki močna politična in vojaška sila, ki je kljubovala oblastem Republike obeh narodov, Carske Rusije in Krimskega kanata. 
Kozaška vojska je doživela niz konfliktov in zavezništev z vsemi tremi silami, vključno z uporom v 18. stoletju, po katerem so kozaki sklenili sporazum z Rusijo. V poznem 18. stoletju so bili Zaporoški kozaki na silo preseljeni v Kubansko regijo na južnem robu Ruskega imperija. Pomembno vlogo so igrali v podjarmljanju kavkaških plemen in v zameno od carja dobili upoštevanja vredne svoboščine. 
Ime Zaporožci izvira iz položaja njihovih trdnjav, seči, ki so stale »za brzicami« (ukrajinsko porógi).

## Izvor
Kdaj so se začele tvoriti prve kozaške skupnosti ob spodnjem Dnepru, ni jasno. Nekaj znakov in pripovedi kaže, da so kozakom podobni prebivalci živeli v Evrazijski stepi že v 12. stoletju. V tem času se niso imenovali kozaki, ker je beseda kozak turškega izvora in pomeni svobodnjaka. Beseda ima enako etimologijo kot beseda Kazah. 
V stepah severno od Črnega morja so živela nomadska plemena, med njimi Kumani, Pečenegi in Hazari. Vloga teh ljudstev v etnogoeozi kozakov je sporna, čeprav do kozaki zase trdili, da so hazarskega porekla. V te divje stepe so pribežale tudi skupine ljudi iz bolj organiziranih dežel, na primer iz Kijevske Rusije, da bi se izognile zatiranju ali kaznim za kriminalna dejanja. Preživljali so se predvsem z lovom, ribolovom in roparskimi pohodi proti azijskim plemenom. V 17. stoletju je ukrajinski plemič in velik organizator Dmitro Višnevecki združil več skupin v močno vojaško organizacijo.
Zaporoški kozaki so imeli različno socialno in etnično poreklo. Večino so vsekakor tvorili pobegli tlačani, ki so imeli raje nevarno svobodo v divjih stepah kot življenje pod oblastjo poljskih aristokratov. Del kozaške vojske so tvorili tudi meščani, nižje plemstvo in celo Krimski Tatari. Slednji so morali sprejeti pravoslavno vero in njene obrede in molitve.
Nomadska teorija o izvoru kozakov trdi, da izvirajo iz enega ali več nomadskih plemen, ki so v različnih obdobjih živela na ozemlju severno od Črnega morja. Po tej teoriji so bili njihovi predniki Skiti, Sarmati, Hazari, Polovci (Kumani), Čerkezi (Adigi), Tatari in drugi. Nomadska hipoteza je nastala pod vplivom poljske zgodovinske šole 16.-17. stoletja in je bila povezana s teorijo o sarmatskem poreklu kozakov. Po običaju, da je nastanek države povezan z nekim starodavnim ljudstvom, so kronisti 18. stoletja zagovarjali hazarsko poreklo kozakov.  S širitvijo virov in nastankom zgodovinske znanosti je uradno zgodovinopisje zavrnilo nomadsko teorijo. Prvi, ki je poudaril, da je hipoteza nepopolna, je bil Aleksander Rigelman.  V 20. stoletju je ruski znanstvenik Gumijlov zagovarjal polovsko teorijo porekla kozakov. V 21. stoletju so teorijo o povezavi kozakov, Doncev in Kubancev spodbile številne genetske raziskave.

## Poljsko-litovska Republika obeh narodov
V 16. stoletju se je oblast Republike obeh narodov razširila proti jugu. Poljaki in Litovci so na Zaporoške kozake gledali kot na svoje podložnike. Registrirani kozaki so do leta 1699 tvorili del vojske Republike obeh narodov. 
Proti koncu 16. stoletja so se ne najbolj prisrčni odnosi med Republiko obeh narodov in  Osmanskim cesarstvom  zaradi vdorov kozakov na osmansko ozemlje še bolj zaostrili. Republika ni bila sposobna obvladovati kozakov, ker so bili uradno njeni podložniki pa je bila odgovorna za njihove pohode in žrtve. Na vdore kozakov so se Krimski Tatari odzvali z vdori na ozemlje Republike, zlasti na redko naseljeno ozemlje jugovzhodne Ukrajine. Kozaki so vdirali predvsem v bogata trgovska pristaniška mesta v Osmanskem cesarstvu, ki so bila od ustja Dnepra oddaljena samo dva dni plovbe. 
Od leta 1615 do 1625 so kozaki uspeli razdejati celo mesta na obrobju  Konstantinopla in prisilili sultana Murata IV. na beg iz njegove palače. Njegov nečak, sultan Mehmed IV., je vztrajno poskušal podrediti Zaporoške kozake in od njih dobil prostaški odgovor.  Republika obeh narodov in Osmansko cesarstvo sta se z več zaporednimi sporazumi obvezala, da bosta brzdala kozake in Tatare. Obvez ni nobena stran v celoti izpolnila. Kozaki so pristali, da bodo zažgali svoje ladje in prenehali ropati, vendar so ladje lahko zelo hitro obnovili in še vedno poveličevali pohode in ropanje. 
Habsburžani so v tem času prikrito spodbujali kozaške vdore na osmansko ozemlje, da bi zmanjšali osmanski pritisk na svoje meje. Med kozaki in Tatari je zaradi roparskih napadov obeh strani vladalo vzajemno sovraštvo. Tatari so se za roparski pohod kozakov maščevali s svojim roparskim pohodom in obratno. Konflikti so včasih poljsko-litovsko ozemlje ob jugovzhodni meji spremenili v nizko intenzivno vojno cono. Sledili sta vojna moldavskih mogotcev z bitko pri Cecori leta 1620 in vojna 1633-1634.
Število Zaporoških kozakov so povečali ukrajinski kmetje, ki so pobegnili z ozemlja Republike obeh narodov. Poskusi poljskega plemstva, da bi Zaporoške kozake pretvorili v tlačane, so krepko načeli njihovo nekoč dokaj trdno zvestobo Republiki obeh narodov. Ambicije kozakov, da bi dobili enak status kot ga je imela šlahta, je Republika stalno odbijala. Poskus, da bi poljsko-litovsko republiko pretvorili v poljsko-litovsko-ukrajinsko republiko je zaradi nepriljubljenosti kozakov propadel. Kozaška zgodovinsko močno zakoreninjena pripadnost pravosavju ni bila skladna s katolištvom, ki je prevladovalo v Republiki obeh narodov. Odpor do katolištva se je med kozaki še okrepil, ko se je relativna strpnost do pravoslavne vere pretvorila v njeno zatiranje. Kozaki so postali ostri protikatoliki, kar je hkrati pomenilo, da so postali tudi proti-Poljaki. 
Pojemajoča lojalnost kozakov in aroganca šlahte sta na začetku 17. stoletja pozvzročili več uporov kozakov proti poljsko-litovski državi. Kraljevo nepopustljivo zavračanje zahtev kozakov po povečanju njihovega registra, je sprožilo največji in najuspešnejši upor pod vodstvom Bogdana Hmelnickega, ki se je začel leta 1648. Upor je postal prvi v nizu katastrofičnih dogodkov, znanih kot potop, ki so znatno oslabili Republiko obeh narodov in vzpostavili stanje, ki se je končalo s prvo delitvijo Poljske sto let kasneje. Poljaki so imeli takrat verjetno najboljšo huzarsko konjenico v Evropi, njihova pehota pa je bila v zelo slabem stanju. Ukrajinski kozaki so imeli sredi 17. stoletja najboljšo pehoto. Ker so Poljaki večino svoje pehote novačili v Ukajini, je po osvoboditvi Ukrajine poljsko-litovska pehota utrpela veliko škodo.

## Organizacija
Zaporoška vojska kot vojaško-politična ustanova se je razvila na osnovi enakega izročila in običajev njenih ustanoviteljev, zapisanega v Kozaškem zakoniku. Zakonik je nastajal več desetletij.
Ozemlje je bilo administrativno razdeljeno na 38 kurinov (stotnij) in pet do osem palank (ozemeljska okrožja). Prvotni sistem uprave je imel tri ravni: vojaški poveljniki, vojaški častniki in vodje mark in palank. Vse poveljnike (staršina) je 1. januarja izvolil Generalni vojaški svet za obdobje enega leta. Vse pravice in dolžnosti častnikov so bile nedvoumno uzakonjene. Zaporoška vojska je razvila izviren sodni sistem, ki je temeljil na Kozaškem zakoniku. Nekateri viri Zaporoško Seč imenujejo kar "kozaška republika", ker je najvišja oblast pripadala zboru vseh članov in ker je bil vrhovni poveljnik voljen.
Vodja Zaporoške vojske se uradno nikoli ni imenoval hetman, medtem ko so bili vsi voditelji kozaških formacij neuradno enaki med enakimi.  Najvišji organ uprave Zaporoškega vojske je bila Seška rada (skupščina). Svet je bil najvišji zakonodajni, upravni in sodni organ Zaporoške vojske. Na Seški radi so obravnavali vse notranjepolitične in zunanjepolitične zadeve, izvedli volitve vojaških starešin, delili zemljo, kaznovali zločince, ki so zagrešili najtežja kazniva dejanja, itd.
Zaporoška vojska je bila tesno povezana s Kozaškim hetmanatom, vendar je imela svojo upravo in poveljevanje. Za vojaške operacije so se kozaki organizirali v kiš. Kiš je star ukrajinski izraz za utrjeno taborišče, ki je bil v rabi od  11. do 16. stoletja, in so ga pozneje privzeli kozaki. Kiš je bil osrednji organ vlade v seči, ki je nadziral upravne, vojaške, finančne, pravne in druge zadeve. Kiš je bil izvoljen vsako leto na Seški radi (Črna rada). Črna Rada je bila skupščina vseh kozakov. Volitve so bile 1. januarja, 1. oktobra (Praznik Presvete Bogorodice - Pokrova) ali 2. ali 3. dan Velike noči.
Kozaki so imeli kozaško vojaško sodišče, ki je ostro kaznovalo nasilje in krajo med rojaki, vodenje žensk v Seč, uživanje alkohola v konfliktnih obdobjih itd. Imeli so tudi cerkve in šole, ki so nudile verske storitve in osnovno izobraževanje. Med kozaki je prevladovala vzhodna pravoslavna vera, ki je bila del nacionalne identitete.
V obdobjih miru so se kozaki ukvarjali s svojimi poklici, živeli s svojimi družinami, preučevali strategijo, učili jezike in usposabljali novake. V nasprotju z drugimi vojskami so kozaki lahko izbirali svoje najljubše orožje. Bogati kozaki so pogosto nosili težke oklepe, pešaki pa praviloma preprosta oblačila, včasih dudi verižne srajce.
Kozaki so bili v tistem času ena najboljših vojaških organizacij v Evropi in so služili v vojskah ruskega, poljskega in francoskega cesarstva.

### Kurini Zaporoške vojske
Zaporoška vojska je bila organizirana v 38 kurinov (bataljonov) po štiristo do osemsto mož. Kurini:
| - Levuškovski - Plastunovski - Djadkovski - Brjuhovecki - Vedmedovski - Platmirovski - Paškovski - Kuščevski - Kjsljakovski - Ivanovski | - Konelovski - Sergijevski - Donski - Krilovski - Kanivski - Baturinski - Popovičevski - Vasjurinski - Nezamajkovski - Irklijevski | - Ščerbinovski - Titarovski - Škurinski - Kurenivski - Rogovski - Korsunski - Kalnibolocki - Umanski - Derevjancovski | - Gornji Steblijivski - Spodnji Steblijivski - Žerelovski - Perejaslavski - Poltavski - Mišastovski - Minski - Timoševski - Veličovski |

Poleg omenjenih kurinov je bilo izven Zaporoške vojske tudi veliko drugih kurinov.

### Kozaške regalije (klejnodi)
Najpomembnejši predmeti Zaporoške vojske so bili klejnodi, sorodni cesarskim regalijam. Mednje so spadala visoka vojaška odlikovanja, regalije in atributi ukrajinskih kozakov in so bili v rabi do 19. stoletja. S klejnodi je kozake nagradil poljski kralj Štefan Báthory in jih 20. avgusta 1576 podelil Bogdanu Ružinskemu. Mednje so spadali horuhva (zastava), bunčuk, bulava (žezlo) in pečat, na katerem je bila upodobljen kozak s samopalom (puška). Klejnode so čuvali hetmanovi pomočniki, zato so se v vojski pojavili novi čini: horążni (zastavonoša), bunčužni (nosilec bunčuka), itd. Kasneje so del kozaških klejnodov postali še pirnač (kij, buzdovan), litavri (timpani), kurinski prapori, gorjače in drugo.
Najvišji simbol moči je bila bulava ali žezlo, ki so ga nosili hetmani in koški atamani. Bogdan Hmelnicki, na primer, je že od leta 1648 nosil srebrno pozlačeno bulavo, okrašeno z biseri in drugimi dragimi kamni. Kozaški polkovniki so imeli pernače -  manjše rebraste bulave, ki so jih nosili za pasom.
Pečat je bil okrogel, izdelan iz srebra. Na njem je bil upodobljen kozak s čepico, nagnjeno na stran, kaftanom z gumbi na prsih, sabljo, bučko s smodnikom ob strani in puško (samopal) ne levi rami. Pečat je bil obrobljen z napisom "Pečat slavne Zaporoške vojske" (Печать славного Війська Запорізького Низового). Palanški (polkovni) in kurinski (bataljoncki) pečati so bili okrogli ali pravokotni. Na njih so bile podobe levov, jelenov, konj, lune, zvezd, kron, kopij, sabelj in lokov.
Horuhva (zastava) je bila večinoma škrlatne barve. Na njej so bili izvezeni grbi, svetniki, križi in drugo. Vedno so jo nosili pred vojsko ob hetmanu ali atamanu. Kurinski in četni prapori so se imenovali značek. Obstajal je običaj, da je moral novoizvoljeni polkovnik na svoje stroške pripraviti zastavo svojega polka. Ena od zastav se je ohranila v Kubanu do leta 1845. Na njej sta prevladovali rumena in modra barva. Timpani so bili veliki bareni kotli, pokriti z napetim usnjem. Služili so za signalizacijo, na primer za pozivanje na posvet, alarmiranje in podobno.
Vsak kos klejnodov je bil dodeljen točno določenemu članu zbora kozaških častnikov (staršina). Bulavo je dobil ataman, horuhvo, ki je sicer pripadala celi vojski, je nosil horužni. Bunčuk je dobil ataman, a ga je nosil bunčužni. Pečat je hranil vojaški sodnik, pečate kurinov kurinski atamani, pečate palank pa polkovniki palank. Za bobne so bili zadolženi bobnarji (dovbiši), za prapore kurinov pa kurinski praporščaki. Vsi klejnodi, razen bobnarskih palic, so se hranili v zakladnici seške Pokrovske cerkve. Iz zakladnice so se lahko vzeli zamo na poseben ukaz koškega atamana. Bobnarske palice so hranili kurinski bobnarji. Med klejnode je včasih spadal tudi srebrn črnilnik (kalamar), simbol vojaškega pisarja Zaporoške vojske. Podobne klejnode so imeli tudi častniški zbori Kozaškega hetmanata ter Kubanski, Donavski in drugi kozaki.
Po uničenju Zaporoške Seči in ukinitvi ukrajinskih kozakov so klejnode zbrali in jih shranili v Ermitažu in stolnici Kristusove preobrazbe v Sankt Peterburgu, orožarni Moskovskega kremlja in drugod. Ermitaž je do konca 19. stoletja hranil 17 kurinskih praporov in eno horuhvo, sankpeterburška stolnica pa 20 kurinskih praporov, tri bunčuke in eno srebrno bulavo. Usoda teh nacionalnih zakladov ukrajinskega ljudstva ni znana. Po februarski revoluciji leta 1917 je ruska začasna vlada sprejela odločitev, da se zakladi vrnejo Ukrajini, vendar zaradi dogodkov v oktobrski revoluciji istega leta odločba ni bila izvršena. Po razglasitvi neodvisnosti je ukrajinska vlada od ruskega vodstva zahtevala vrnitev nacionalnih kulturnih dragocenosti, vendar do zdaj še ni dosegla nobenega dogovora.

## Zavezništvo z Rusijo
Po Perejaslavskem sporazumu, sklenjenem leta 1654, je Ukrajina postala suverena država pod zaščito ruskega carja. Nekaj časa je bila povsem samostojna. Po smrti Bogdana Hmelnickega leta 1657 je njegov naslednik Ivan Vigovski, vznemirjen zaradi vse večjega ruskega vmešavanja v zadeve Hetmanata, začel obračati proti Poljski. S sklenitvijo Hadjaškega sporazuma leta 1658 je poskušal doseči, da bi Ukrajina vstopila v Republiko obeh narodov kot tretji enakopravni partner. Poljskko-litovski Sejm (parlament) je sporazum ratificiral, Rada (zbor) Kozaškega hetmanata pa ga je zavrnila, ker je katoliško Poljsko dojemala kot zatiralca pravoslavnega krščanstva. Besni kozaki so usmrtili polkovnika Prokipa Vereščaka in Stepana Sulimo, člana pogajalske delegacije s poljskim Sejmom, Vigovski pa je z begom za las ušel smrti.
Zaporožci so ohranili večinoma ločeno vlado od Hetmanata. Vsako leto so izvolili svoje voditelje z enoletnim mandatom, znane kot košni atamani. V tem obdobju so se trenja med kozaki Hetmanata in Zaporožja stopnjevala. 
Kozaki, ki so se v preteklosti borili za neodvisnost od poljsko-litovske države, so se kasneje v strahu pred izgubo svojih privilegijev in samostojnosti večkrat uprli ruskemu carju. Leta 1709 so se pod vodstvom Koste Hordijenka pridružili uporu hetmana Ivana Mazepe proti Rusiji. Mazepa je bil pred uporom zaupni svetovalec in tesni prijatelj carja Petra Velikega, vendar je z njim prekinil zvezo in se povezal s Karlom XII. Švedskim.  Po Karlovem porazu v bitki pri Poltavi je Peter ukazal uničiti Zaporoško Seč. 
Po smrti Ivana Mazepe v Besarabiji leta 1709 je njegov svet za njegovega naslednika izvolil svojega nekdanjega generalnega kanclerja Pilipa Orlika. Orlik je objavil usnutek ustave, v katerem je obljubil, da bo omejil avtoriteto hetmana, ohranil privilegiran položaj Zaporožcev, sprejel ukrepe za doseganje družbene enakosti in sprožil proces ločitve Ukrajine od ruske države - če bi uspel priti na oblast v Ukrajini. Orlik je s podporo Karla XII. sklenil zavezništvo s Krimskim kanatom in Osmanskim cesarstvom  proti Rusiji. Po začetnih uspešnih napadih na Rusijo leta 1711 je doživel popoln polom in se vrnil v izgnanstvo. Zaporožci so pod osmansko zaščito zgradili novo Oleško Seč na spodnjem Dnepru.
Čeprav se je nekaj Zaporoških kozakov vrnilo pod zaščito Moskve, je njihov voditelj Kosta Hordijenko vztrajal pri svoji protiruski drži, tako da vrnitev Ukrajine pod rusko zaščito do njegove smrti leta 1733 ni bila mogoča.

## Zaporožci v Ruskem imperiju
Z leti so se trenja med kozaki in rusko carsko vlado zmanjševala, s privilegiji pa se je trgovalo za zmanjšanje kozaške avtonomije. Ukrajinski kozaki, ki niso bili na strani Ivana Mazepe, so za hetmana izvolili  Ivana Skoropadskega, enega od polkovnikov antimazepistov. Skoropadski se je zavzemal za ohranitev avtonomije Hetmanata in privilegijev staršin. Izogibal se je odprtim spopadom in ostal zvest zvezi z Rusijo. Da bi ustregel ruskim vojaškim zahtevam, je dovolil namestitev desetih ruskih polkov na ozemlju Hetmanata. V prizadevanjih Petra Velikega za ustanovitev nove ruske prestolnice so kozaki sodelovali pri gradbenih, utrdbenih in razvojnih projektih v Sankt Peterburgu. Mnogi se niso vrnili in kozaki so pogosto omenjali, da je bil Sankt Peterburg zgrajen "na njihovih kosteh".
Ko se je Rusija leta 1734 pripravljala na novo vojno proti Osmanskemu cesarstvu, je bil med Rusijo in Zaporoškimi kozaki sklenjen Lubenski sporazum. Zaporoškim kozakom so v zameno za služenje pod poveljstvom ruske vojske, stacionirane v Kijevu, vrnili vse njihovo nekdanje ozemlje, privilegije, zakone in običaje. Za nadomestitev Seči, ki jo je uničil Peter Veliki, je bila zgrajena Nova Seč. Kozaki so zaradi mogočega ruskega vmešavanja v njihove notranjepolitične zadeve začeli na svojem ozemlju naseljevati ukrajinske kmete, ki so zapustili svoje imetje na Poljskem in v Rusiji. Do leta 1762 se je v Zaporožje naselilo 33.700 kozakov in preko 150.000 kmetov.
Do poznega 18. stoletja je bil velik del kozaških častnikov v Ukrajini vključen v rusko plemstvo, veliko kozaških častnikov in velik del starejših Zaporožcev pa se je moralo ponižati in sprijazniti s kmečkim stanom. Kozaki so ohranili svobodo in še naprej nudili zatočišče tistim, ki so pribežali iz kmetstva v Rusiji in na Poljskem. Med ubežniki so bili tudi privrženci ruskega kozaka Jemeljana Pugačeva, kar je razjezilo rusko carico Katarino II. Do leta 1775 se je število v Zaporožje in Ukrajino pobeglih kmetov iz Poljske in Hetmanata povečalo na 100.000.
S Kučukkajnarškim sporazumom (1774) je bil Krimski kanat pripojen k Rusiji, zato obramba južne meje, ki so jo izvajali Zaporožci, ni bila več potrebna. Začela se je kolonizacija Nove Rusije. Ena od kolonij, tik ob ozemlji Zaporoške Seči, je bila Nova Srbija. Naseljevanje Rusov je stopnjevalo spore s kozaki glede lastništva zemlje, ki so pogosto postali nasilni.

## Konec Zaporoške vojske
Na Dvornem svetu Katarine Velike je bil 7. maja 1775 sprejet sklep o razpustitvi Zaporoške vojske in likvidaciji glavne trdnjave, Zaporoške Seči. Načrt je bil tajen, izpeljali pa naj bi ga polki, ki so se vrnili iz rusko-turške vojne, v kateri so sodelovali tudi kozaki. V operacijo je bilo vkljčenih 31 polkov, skupaj 65.000 mož. Napad se je začel 15. maja in trajal do 8. junija. Ukaz zanj je izdal Grigorij Potemkin, ki je nekaj let pred tem uradno postal častni zaporoški kozak pod imenom Gricko Nečesa, izvedel pa general Peter Tekeli.
General Tekeli je 5. junija 1775 svoje sile razdelil na pet odredov in s topništvom in pehoto napadel Zaporoško Seč. Južna meja Zaporožja brez resnih spopadov s sovražniki v preteklih letih je močno vplivala na borbeno sposobnost kozakov. Kozaki so se dobro zavedali, da jih bo ruska pehota po obkolitvi zlahka uničila. Rusi so poskušali ukaniti kozake tudi z govoricami, da je na pohodu velika ruska vojska, ki bo varovala južne meje Zaporožja. Govorice so močno načele moralo kozakov.
Približno 5.000 kozakom je uspelo s prevaro uiti iz obkoljene trdnjave in oditi v delto Donave v Osmanskem cesarstvu, kjer so ustanovili Donavsko seč. Preostalih 12.000 branilcev se je skoraj brez odpora vdalo. Rusi so jih razorožili, do tal požgali trdnjavo in zaplenili zakladnico in arhive. Kalniševskega so aretirali in izgnali v Solovko, kjer je živel do 112. leta starosti. Izgnali so tudi najvišje častnike Kozaškega sveta, med njimi Pavla Holovatija in Iana Hlobo. Nižje poveljnike in veliko kozakov so vključili v ruske huzarske in dragonske polke.
Carica Katarina je uničenje Zaporoških kozakov objavila in razložila s svojim dekretom z datumom 8. avgust 1775:
S tem bi radi dali našemu carstvu in našim zvestim podložnikom vedeti, da je Zaporoška Seč uničena in da tudi ime Zaporoški kozaki nič več ne obstaja. Kdor bi omenil Zaporoške kozake, bi s tem žalil njeno carsko veličanstvo. Takšno dejanje se bo štelo za predrzno neupoštevanje volje njenega carskega veličanstva.

## Posledice
Uničenje Zaporoške Seči je Ruskemu carstvu povzročilo težave. Podpiranje povečanja privilegijev višjega častniškega zbora je obremenilo državni proračun, medtem ko so strožji predpisi redne ruske vojske številnim drugim kozakom preprečili vključitev vanjo. Rusom bi lahko v naslednji vojni povzročala težave tudi novoustanovljena Donavska seč, ki jo je podpiralo Osmansko cesarstvo. 
Leta 1784 je Potemkin ustanovil Vojsko zvestih Zaporožcev (rusko Войско верных Запорожцев) in jih naselil med rekama Južni Bug in Dnester. Za svoje neprecenljive zasluge med rusko-turško vojno (1787–1792) so bili nagrajeni z ozemljem v Kubanski regiji, kamor so se preselili leta 1792. 
Donavska seč je bila leta 1828 ukinjena. Car Nikolaj I. je Donavske kozake amnestiral in preselil na severno obalo Azovskega morja med Berdjanskom in Mariupolom, kjer so Ustanovili Azovsko kozaško vojsko. Azovski kozaki so leta 1862 emigrirali v Kuban in se združili s Kubanskimi kozaki. Kubanski kozaki so služili ruskim interesom do Oktobrske revolucije. Njihovo potomci zdaj poskušajo oživiti njihovo vojaško in kulturo izročilo. 
30.000 potomcev kozakov iz Donavske seči, ki so leta 1828 odklonili vrnitev v Rusijo, še vedno živi v delti Donave v Romuniji. Imenujejo jih Rusnaki. Ukvarjajo se z lovom in ribolovom in živijo v tradicionalnem kozaškem slogu.

## Zapuščina
Čeprav je Zaporoška vojska leta 1775  uradno prenehala obstajati, je pustila globoko kulturno, politično in vojaško zapuščino v Ukrajini, Rusiji, Poljski, Turčiji in drugih državah, ki so bile v stiku z njo. Menjajoča se zavezništva kozakov so sprožala polemike, zlasti v 20. stoletju. Za Ruse je Perejaslavski sporazum pomenil spodbudo Ruskemu carstvu in kasneje Ruskemu imperiju za zasedbo ukrajinskega ozemlja, uveljavljanje pravic edinega naslednika Kijevske Rusije, za ruskega carja pa osnovo, da se je razglasil za zaščitnika vseh Rusov. Zaščitništvo je doseglo vrh v panslovanskem gibanju v 19. stoletju.
Večina Kubanskih kozakov, sodobnih potomcev Zaporožcev, ostaja zvestih Rusiji. Številni so se borili v lokalnih konfliktih po razpadu Sovjetske zveze in danes, tako kot pred revolucijo, ko so sestavljali cesarjevo zasebno stražo, sestavljajo večino Kremeljskega predsedniškega polka.
Za poljsko-litovsko Republiko obeh narodov je upor Hmelnickega in padec zaporoških kozakov označil začetek potopa, ki je privedel do postopnega propadanja Republike obeh narodov, ki se je konec 18. stoletja končalo s prvo delitvijo Poljske. Podobna usoda je doletela tudi Krimski kanat in Osmansko cesarstvo. Zaporoški kozaki so s tem, da so vzdržali številne napade Krimskega kanata in Osmanskega cesarstva pomagali ruski vojski, da je ustavila turške ambicije po širitvi v severno in srednjo Evropo. Podobno kot Poljska je začelo po izgubi Krima upadati tudi Osmansko cesarstvo.
Zgodovinska zapuščina Zaporoških kozakov je oblikovala in vplivala na predstavo o ukrajinskem nacionalizmu v drugi polovici 19. stoletja. Ukrajinski zgodovinarji, kot so Adrian Kaščenko (1858–1921), Olena Apanovič in drugi, trdijo, da je bilo dokončno uničenje Zaporoške Seči leta 1775 rušenje zgodovinske ukrajinske trdnjave. Gibanje je zahtevalo priznanje ukrajinske nacionalnosti in tega, da so Ukrajinci potomci Zaporoških kozakov. V sovjetskem obdobju je bil nacionalistični vidik (uradno) odstranjen, da bi preprečil porast nacionalističnih čustev. Poudarjala se je zgodovinska vloga Zаporoških kozakov pri obrambi Moskve pred Turki, kar ukrajinofili včasih opisujejo kot rusofilijo.
Zaporoška oblačila, pesmi in glasba so se znašli v uradnih državnih plesnih in glasbenih zasedbah ter znatno vplivali na podobo Ukrajine. Od osamosvojitve Ukrajine leta 1991 se poskuša obnoviti kozaški življenjski slog tako v politiki kot v konjeništvu in kulturi.
Kozaške pesmi iz Dnepropetrovske regije so bile leta 2016 vpisane na Unescov seznam nesnovne kulturne dediščine.